# タラス・シェフチェンコ像

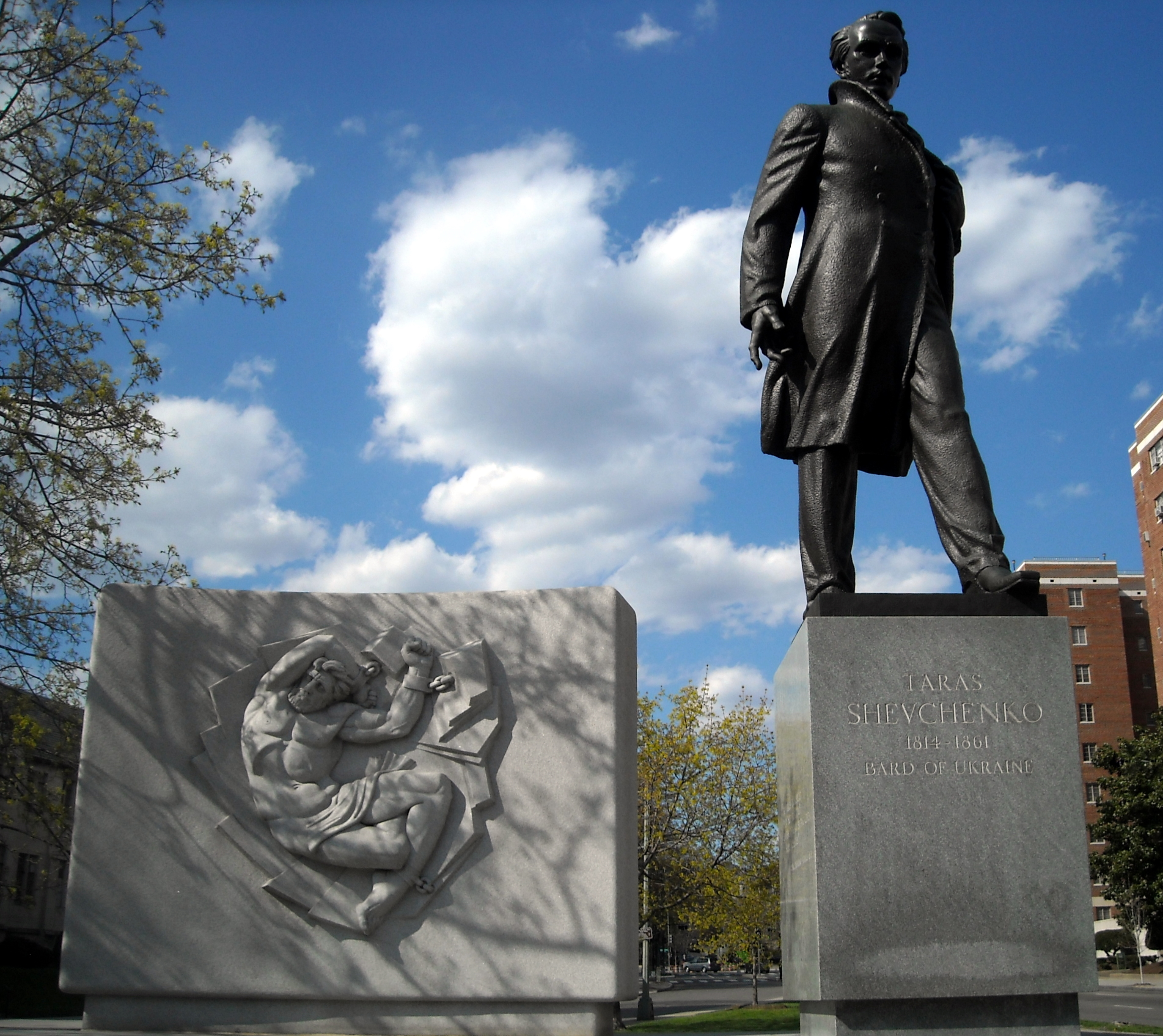
ワシントンD.C.のシェフチェンコ像

ローマのシェフチェンコ像

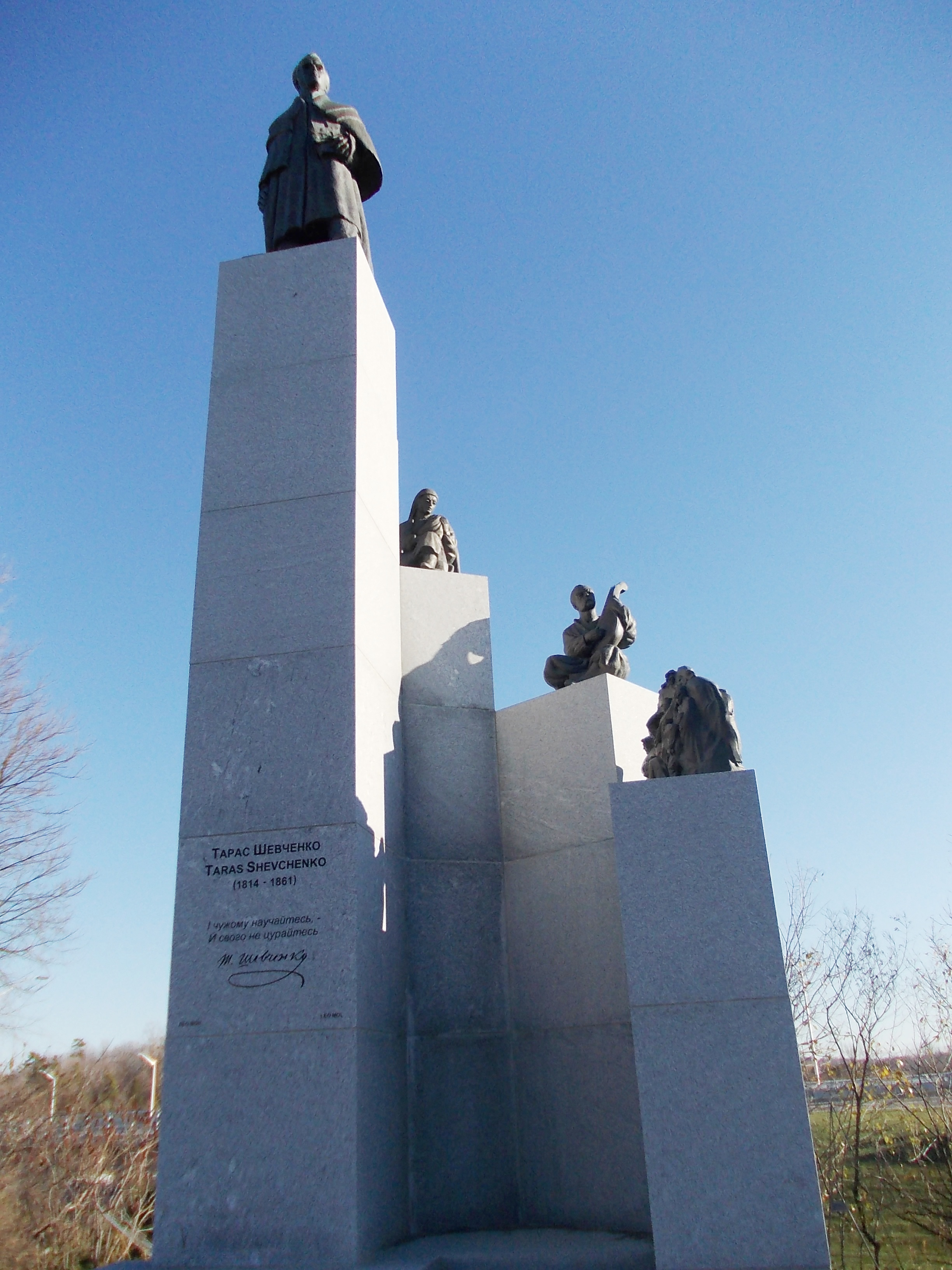
オタワのシェフチェンコ像

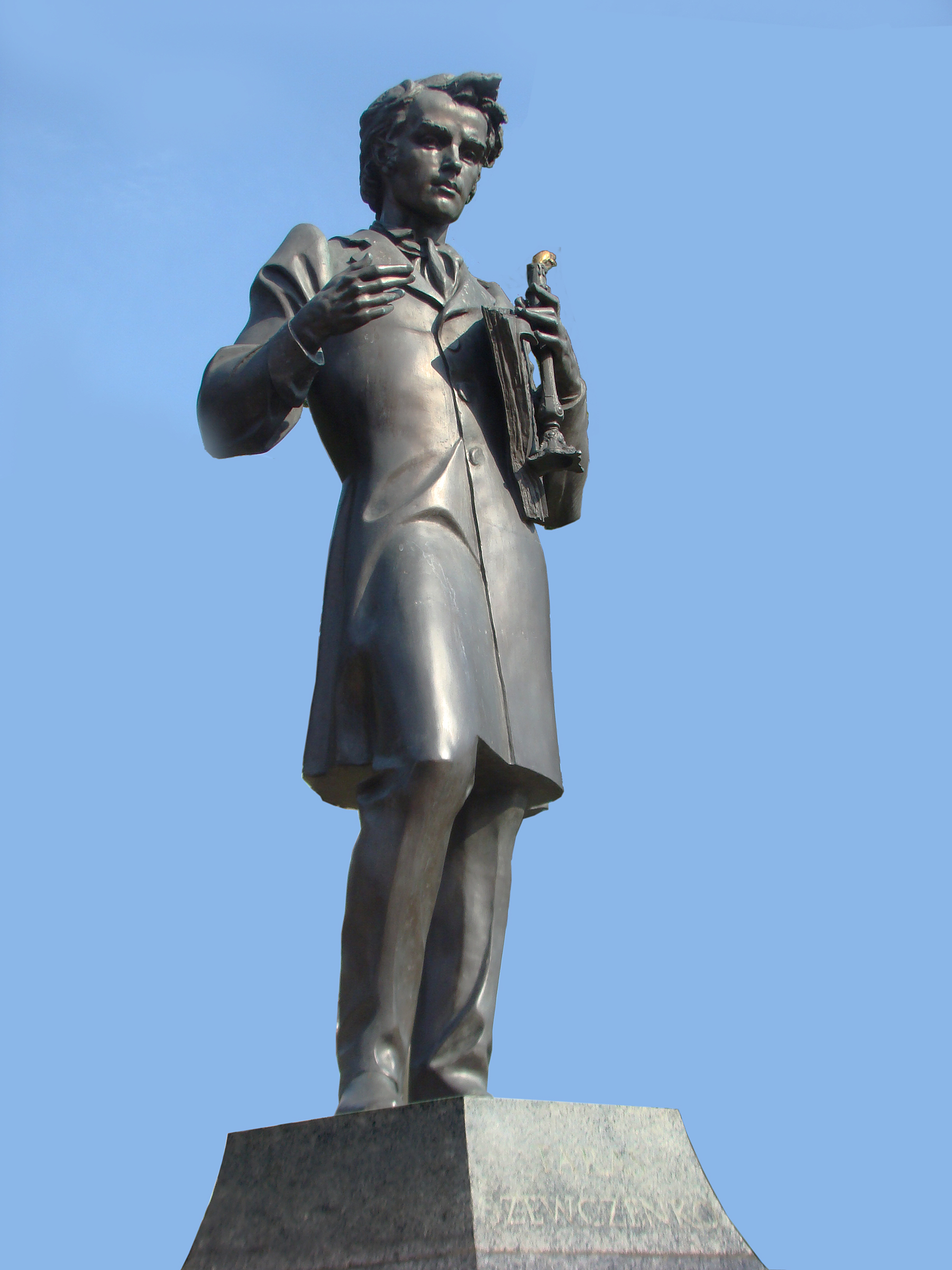
ワルシャワのシェフチェンコ像

ウクライナの詩人タラス・シェフチェンコの像は、ウクライナの主要都市部には必ずといっていいほど建設されている他、国外の多くの街にも建設されている。 (特に独立国家共同体 (CIS諸国) をはじめとするウクライナ人移民が多く移り住んだ街に多い。)

## ウクライナ
ウクライナ国内にはここに記したもののほかにも多くの町や村にシェフチェンコの銅像が建設されている。詳細はウクライナ語版を参照。
- タラスの丘（英語版） - チェルカースィ州カニウにあるシェフチェンコの墓。銅像も建設されている。
- タラス・シェフチェンコ像 (ロムヌィ) （ウクライナ語版） - スームィ州ロムヌィにある像
- タラス・シェフチェンコ像 (ドネツィク)（ロシア語版） - ドネツィクにある像
- タラス・シェフチェンコ像 (キエフ)（ロシア語版） - キエフにある像
- タラス・シェフチェンコ像 (リヴィウ)（ロシア語版） - リヴィウにある像
- タラス・シェフチェンコ像 (ハルキウ)（ウクライナ語版） - ハルキウにある像
- タラス・シェフチェンコ像 (シンフェロポリ)（ロシア語版） - シンフェロポリにある像
- タラス・シェフチェンコ像 (ムィコラーイウ)（ロシア語版） - ムィコラーイウ州ムィコラーイウにある像
- タラス・シェフチェンコ像 (スームィ)（ウクライナ語版） - スームィ州スームィにある像
- タラス・シェフチェンコ像 (ハルキウ)（ウクライナ語版） - ハルキウ州ハルキウにある像
- タラス・シェフチェンコ像 (バラクリーア) - ハルキウ州バラクリーア（英語版）にある像
- タラス・シェフチェンコ像 (デルハチ) - ハルキウ州デルハチ（英語版）にある像
- タラス・シェフチェンコ像 (フメリニツキー)（ウクライナ語版） - フメリニツキー州フメリニツキーにある像
- タラス・シェフチェンコ像 (カームヤネツィ＝ポジーリシクィイ)（ウクライナ語版） - フメリニツキー州カームヤネツィ＝ポジーリシクィイにある像
- タラス・シェフチェンコ像 (チェルカースィ)（ウクライナ語版） - チェルカースィ州チェルカースィにある像
- タラス・シェフチェンコ像 (チェルニウツィー)（ウクライナ語版） - チェルニウツィー州チェルニウツィーにある像
- タラス・シェフチェンコ像 (チェルニーヒウ)（ウクライナ語版） - チェルニーヒウ州チェルニーヒウにある像
- タラス・シェフチェンコ像 (プルィルークィ)（ウクライナ語版） - チェルニーヒウ州プルィルークィ（英語版）にある像

## アゼルバイジャン
- タラス・シェフチェンコ像 (バクー)（ウクライナ語版） - アゼルバイジャンのバクーにある像

## アメリカ合衆国
- タラス・シェフチェンコ像 (ワシントンD.C.)（英語版） - アメリカ合衆国のワシントンD.C.にある像

## アルゼンチン
- タラス・シェフチェンコ像 (ブエノスアイレス)（ウクライナ語版） - アルゼンチンのブエノスアイレスにある像

## イタリア
- タラス・シェフチェンコ像 (ローマ) - イタリアのローマにある像

## ウズベキスタン
- タラス・シェフチェンコ像 (タシュケント) - ウズベキスタンのタシュケントにある像
- タラス・シェフチェンコ像 (ナヴァーイー) - ウズベキスタンのナヴァーイーにある像
- タラス・シェフチェンコ像 (ザラフシャン) - ウズベキスタンのザラフシャンにある像

## カザフスタン
- タラス・シェフチェンコ像 (アルマトイ) - カザフスタンのアルマトイにある像
- タラス・シェフチェンコ像 (アクタウ) - カザフスタンのアクタウにある像

## カナダ
- タラス・シェフチェンコ像 (オタワ) - カナダのオタワにある像
- タラス・シェフチェンコ像 (オークビル) - カナダのオークビルにある像
- タラス・シェフチェンコ像 (ウィニペグ) - カナダのウィニペグにある像

## キューバ
- タラス・シェフチェンコ像 (ハバナ) - キューバのハバナにある像

## ギリシア
- タラス・シェフチェンコ像 (アテネ、2006年)（ウクライナ語版） - ギリシアのアテネにある像
- タラス・シェフチェンコ像 (アテネ、2010年)（ウクライナ語版） - ギリシアのアテネにある像

## ジョージア
- タラス・シェフチェンコ像 (トビリシ) - ジョージアのトビリシにある像

## チェコ
- タラス・シェフチェンコ像 (プラハ)（ウクライナ語版） - チェコのプラハにある像

## 中国
- タラス・シェフチェンコ像 (北京) - 中国の北京にある像

## デンマーク
- タラス・シェフチェンコ像 (コペンハーゲン) - デンマークのコペンハーゲンにある像

## トルクメニスタン
- タラス・シェフチェンコ像 (アシガバート)（ロシア語版） - トルクメニスタンのアシガバートにある像[1]

## パラグアイ
- タラス・シェフチェンコ像 (エンカルナシオン) - パラグアイのエンカルナシオンにある像

## ハンガリー
- タラス・シェフチェンコ像 (ブダペスト) - ハンガリーのブダペストにある像

## ブラジル
- タラス・シェフチェンコ像 (クリチバ) - ブラジルのパラナ州クリチバにある像

## フランス
- タラス・シェフチェンコ像 (パリ) - フランスのパリにある像
- タラス・シェフチェンコ像 (トゥールーズ) - フランスのトゥールーズにある像

## ブルガリア
- タラス・シェフチェンコ像 (ソフィア) - ブルガリアのソフィアにある像

## ベラルーシ
- タラス・シェフチェンコ像 (ミンスク)（ウクライナ語版） - ベラルーシのミンスクにある像
- タラス・シェフチェンコ像 (ブレスト) - ベラルーシのブレストにある像
- タラス・シェフチェンコ像 (ホメリ) - ベラルーシのホメリにある像
- タラス・シェフチェンコ像 (マヒリョウ) - ベラルーシのマヒリョウにある像

## ポーランド
- タラス・シェフチェンコ像 (ワルシャワ)（ポーランド語版） - ポーランドのワルシャワにある像

## マケドニア
- タラス・シェフチェンコ像 (スコピエ) - マケドニアのスコピエにある像

## モルドバ
- タラス・シェフチェンコ像 (バルツィ) - モルドバのバルツィにある像
- タラス・シェフチェンコ像 (ティラスポリ) - モルドバのティラスポリにある像

## モンテネグロ
- タラス・シェフチェンコ像 (ポドゴリツァ) - モンテネグロのポドゴリツァにある像

## リトアニア
- タラス・シェフチェンコ像 (ヴィリニュス) - リトアニアのヴィリニュスにある像

## ロシア
- タラス・シェフチェンコ像 (モスクワ)（ロシア語版） - ロシアのモスクワにある像
- タラス・シェフチェンコ像 (サンクトペテルブルク) - ロシアのサンクトペテルブルクにある像
- タラス・シェフチェンコ像 (クラスノダール) - ロシアのクラスノダールにある像
- タラス・シェフチェンコ像 (オルスク) - ロシアのオルスクにある像
- タラス・シェフチェンコ像 (シャフチ) - ロシアのシャフチにある像